# クエスチョン (SAKUの曲)
クエスチョンは、SAKUの2ndシングルである。1999年5月21日によりCsoon RECORDSからリリースされた。

## 解説
SAKUの2枚目のシングルである。前作の『風の旋律』。次回作の『オレンジタワー』込みで１か月連続発売である。今回の楽曲は1997年、1999年「SAKU DEMO」からの出展ではなく全てオリジナル楽曲である。カップリングの『双眼鏡ヒコーキ』は初のタイアップ曲である。
ジャケットはPOP調な黄色地に右に青地の椅子に座っている女性と黒地の女性と立っているズボンの黒字の人物の絵で表題曲以外に「days」という文字まで追加されている。これはCsoon RECORDSから発売されたSAKUの楽曲に文字は違えど必ず追加されている。

## 収録曲
1. クエスチョン
  - 作詞: SAKU、作曲: SAKU
2. Nowhere Kite
  - 作詞: 青山宏樹、作曲: SAKU
3. 双眼鏡ヒコーキ
  - 作詞: 青山紳一郎、作曲: SAKU
  - NHKラジオ第1放送『地球ラジオ』 毎週土・日曜日のエンディングテーマ